# Бойчук-Щепко Анна Михайлівна
Ганна Миха́йлівна Бойчу́к-Щепко́ (10 грудня 1936, Харків, Українська РСР, СРСР — 22 серпня 2022, Нью-Йорк, США) — українська журналістка Радіо Свобода.

## Життєпис
Народилася 10 грудня 1936 року в Харкові, у родині Михайла Бойчука та Алли Йогансен.
Восени 1938 року мати, рятуючись після загибелі чоловіка від репресій, виїхала з дітьми (Ганною та її зведеним братом Гаєм, сином Майка Йогансена) до Москви, звідки переселилася в містечко Дровніно; на початку німецько-радянської війни повернулася до Києва, а восени 1943 року прибула в Німеччину (м. Мюнхен).
Від початку 1960-х до 1978 року Бойчук-Щепко — у США (м. Нью-Йорк). Повернулася до Мюнхена, працювала в українській редакції радіо «Свобода». Після 1998 знову проживала у Нью-Йорку.
Вперше приїхала на Тернопільщину в серпні 1992 року; перебувала тут також у жовтні-листопаді того ж року на відзначенні 110-річчя від дня народження свого батька.
Померла 22 серпня 2022 року у Нью-Йорку у віці 85 років.